# Cunegunda de França
Cunegunda de França († després del 923) fou una noble carolíngia, casada amb el comte Wigeric de Bidgau vers 893. Era filla d'Ermentruda (filla de Lluís el Tartamut), i neta de Carles II el Calb, reis de França), però no se sap qui era el seu pare. Els seus fills coneguts amb Wigeric són:
- Frederic I († 978).[1] comte de Bar, després duc d'Alta Lorena
- Adalberó I de Metz († 962), bisbe de Metz
- Gilbert († 964), comte a les Ardennes
- Sigebert, citat en una carta datada el 943
- Gozlí, Gozelí, Gozeló o Goteló I, († 942/943), comte de Bidgau i de Methingau, casat amb Oda (Uda) de Metz, filla de Gerard I de Metz i d'Oda de Saxònia, que foren pares de:

- - Renyer de Bastogne, pare del bisbe Adalberó de Laon
  - Godofreu el Captiu o el Vell, comte de Verdun.
  - Adalberó, arquebisbe de Reims († 989)

- Sigifred, comte de Luxemburg.

En algunes genealogies s'esmenten altres fills possibles, com un cert Enric i la seva germana Liutgarda que hauria estat l'esposa d'Adalbert I de Metz († 944), i després d'Eberard IV comte de Nordgau.
S'hauria casat en segones noces vers el 922 amb el comte Ricuí de Verdun, († 923).